# Ancien greffe civil de la ville de Bruges
L’ancien Greffe civil de la ville de Bruges (Oude Civiele Griffie van de Stad Brugge ou Griffie van het Brugse Vrije en néerlandais) est l’un des plus anciens bâtiments de la Renaissance en Flandre. Il est situé sur la place du Bourg à Bruges, entre la Maison du Franc de Bruges et l’hôtel de ville.

## Histoire
Il fut achevé en 1537 et abritait le greffier civil, l’un des plus importants fonctionnaires de la ville. La façade est entièrement construite en pierre naturelle et est richement décorée de sculptures. Les statues en bronze datent de 1883 et ont été réalisées par le sculpteur brugeois Hendrik Pickery.
Le bâtiment a été restauré à trois reprises. La première restauration a eu lieu de 1877 à 1881 et a été dirigée par l’architecte de la ville Louis Delacenserie. Il a redonné à l'édifice sa splendeur du XVIe siècle en le rénovant ou en ajoutant des sculptures, des éléments de décoration et des effets polychromiques. En 1980, les façades ont été nettoyées après une consolidation préalable. Enfin, une étude scientifique menée durant les années 1993-1996 a abouti à une troisième restauration en 2001. Cette dernière restauration a permis de redonner au bâtiment sa splendeur d’origine
Le bâtiment est classé monument historique depuis 1942 et est classé au patrimoine architectural depuis septembre 2009. Le bâtiment est encore utilisé aujourd’hui par les autorités municipales de Bruges.